# هنري غينسبيرغ
هنري غينسبيرغ (بالإنجليزية: Henry Ginsberg)‏ هو منتج أفلام أمريكي، ولد في 8 مايو 1897 في نيويورك في الولايات المتحدة، وتوفي في 10 يونيو 1979.

## وصلات خارجية
- هنري غينسبيرغ على موقع IMDb (الإنجليزية)
- هنري غينسبيرغ على موقع ديسكوغز (الإنجليزية)
- هنري غينسبيرغ على موقع قاعدة بيانات الفيلم (الإنجليزية)